# Ulolonche culea
Ulolonche culea là một loài bướm đêm trong họ Noctuidae.